# Túshino
Túshino (del ruso: Ту́шино) es un antiguo pueblo y ciudad al norte de Moscú, que es parte del área de la ciudad desde 1960. Entre 1939 y 1960, Túshino fue clasificado como una ciudad aparte. El río Sjodnia fluye a través de la parte meridional de Túshino.

## Historia
Hay constancia de la existencia del pueblo desde finales del siglo XIV como una finca del boyardo Vasili Ivánovich Kvashin-Tusha y posteriormente de sus hijos Piotr y Semión. A mediados del siglo XVI, el pueblo y el cercano monasterio del Salvador fueron adquiridos por el Monasterio de la Trinidad y de San Sergio. Iván el Terrible mandó construir en el monasterio uno de los más bellos ejemplos de iglesia con techo atendado ruso.
A finales del siglo XVI, el monasterio solía utilizarse como alojamiento para las embajadas antes de que llegaran a Moscú. Durante el Período Tumultuoso, Dimitri II y sus partidarios se asentaron en Túshino entre 1608 y 1610. El campamento era una réplica de la corte de Moscú, con sus prikaz y su Patriarca, y desde él Dimitri sometía a asedio al Kremlin de Moscú.
En diciembre de 1609, el Bandido de Túshino (como llegó a ser conocido el impostor) y su mujer marina Mniszech huyeron de Túshino hacia Kaluga después de haber perdido el apoyo polaco. En 1610, las fuerzas combinadas polaco-suecas bajo el mando de Mijaíl Skopín-Shuiski y Jacob De la Gardie echaron a sus partidarios del campamento. Poco después, el monasterio sería desmantelado, con lo que el pueblo comenzó a declinar.
Túshino, en la segunda mitad del siglo XIX, vio como aparecían las primeras compañías industriales, un molino de viento y uno textil. En la década de 1920, se construyó al Fábrica de Medias de Túshino. En 1929, los soviéticos establecieron en la localidad una escuela de aviación de la Osoaviakhim (Осоавиахим, abreviatura de "Sociedad para el Apoyo de la Defensa, la Aviación y las Industrias Químicas") y el Aeródromo Túshino con instalaciones de investigación y fábricas de aviones cerca.

## Galería

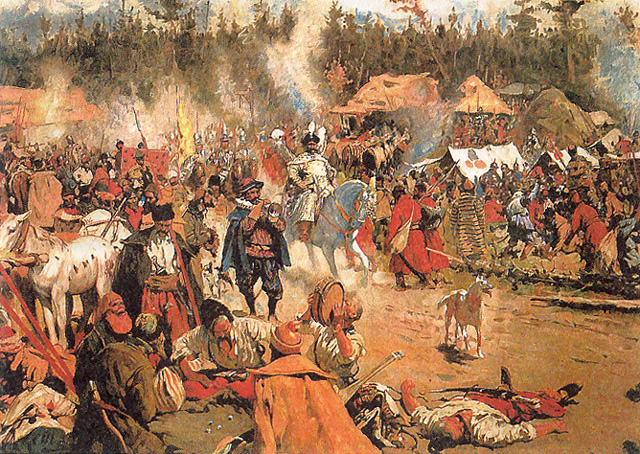
El campamento de Dimitri II en Túshino.
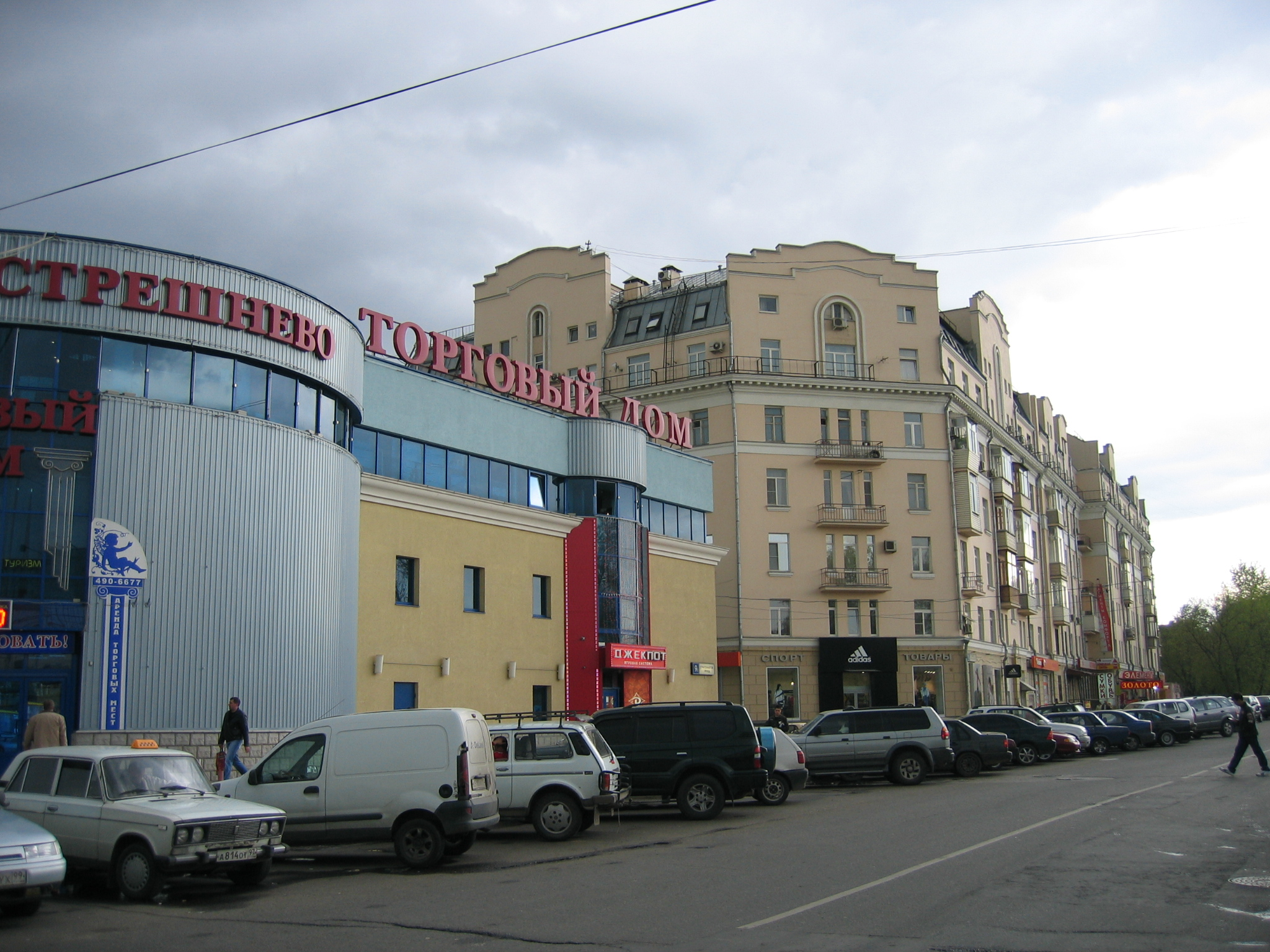
Una calle de Túshino.